# Katie Moon
Kathryn Elizabeth « Katie » Moon (née Nageotte le 13 juin 1991 à Olmsted Falls) est une athlète américaine, spécialiste du saut à la perche, championne olympique en 2021 à Tokyo, championne du monde en 2022 à Eugene et en 2023 à Budapest et vice-championne olympique en 2024 à Paris. 

## Biographie
Katie Nageotte remporte la médaille de bronze des championnats NACAC 2015 avec 4,30 m. En 2017, elle porte son record à 4,76 m.

### Révélation en 2018
Le 18 février 2018, aux championnats des États-Unis en salle d'Albuquerque, Nageotte réalise l'une des grosses performances des championnats en battant les favorites Sandi Morris, vice-championne du monde en plein air et en salle et olympique en titre (4,86 m) et Jennifer Suhr, championne du monde en salle en titre (4,81 m) grâce à 3 records personnels dans le concours, tous aux premiers essais : elle efface 4,81 m, 4,86 m puis 4,91 m, nouvelle meilleure performance mondiale de l'année. Elle se qualifie pour les championnats du monde indoor et devient la 4e meilleure performeuse mondiale de l'histoire en salle derrière Suhr (5,03 m en 2016), Yelena Isinbayeva (5,02 m en 2012), Morris (4,95 m en 2016).
Le week-end suivant, lors du All Star Perche de Clermont-Ferrand, Katie Nageotte confirme que sa performance de la semaine précédente n'était pas due au hasard : elle améliore avec Anzhelika Sidorova l'ancien record du meeting (4,71 m), en franchissant 4,72 m puis 4,80 m et 4,86 m. Avec seulement deux essais à cette hauteur, elle remporte la compétition devant la Russe (4,86 m à sa troisième tentative), et succède à Sandi Morris au palmarès des vainqueures de la compétition.
Le 3 mars, elle termine 5e des championnats du monde en salle de Birmingham avec 4,70 m. Le 11 août, l'Américaine remporte les championnats NACAC de Toronto avec 4,75 m, égalant son record personnel en plein air et battant le record des championnats. Elle devance Yarisley Silva (4,70 m) et Sandi Morris (4,65 m).
Le 9 février 2019, Nageotte s’impose au Perche Elite Tour de Rouen avec un saut à 4,74 m, dominant la Grecque Ekaterini Stefanidi. Le 4 juillet, elle s'impose dans le centre-ville de Lausanne avec un saut à 4,82 m.
Elle se classe 7e des championnats du monde 2019 avec 4,70 m.

### 6emeilleure performeuse de l'histoire en 2020
Le 18 juillet 2020, elle bat d'un centimètre son précédent record personnel en plein air, avec un saut à 4,83 m. Nageotte bat également de 8 cm la meilleure performance mondiale de l'année de 2020, qui était détenue jusque là par la Slovène Tina Šutej (4,75 m). Le 1er août, elle saute à 4,92 m lors d'un meeting à Marietta, en Géorgie, ce qui lui permet d'améliorer son record personnel en plein air de 9 cm, ainsi que la meilleure performance mondiale de l'année qu'elle détenait déjà. L'Américaine devient ainsi la sixième performeuse de tous les temps au saut à la perche.

### Championne olympique (2021)
Le 23 mai 2021, à Marietta, Katie Nageotte ajoute un centimètre à son record personnel en franchissant 4,93 m, puis le 26 juin 2021 à Eugene lors des sélections olympiques américaines, qu'elle remporte, elle signe une nouvelle meilleure marque personnelle avec 4,95 m.
Aux Jeux olympiques de Tokyo, elle remporte la médaille d'or en étant la seule à franchir en finale 4,90 m. Elle devance la Russe Anzhelika Sidorova, championne du monde en 2019, qui avait passé 4,85 m avant d'échouer à deux reprises à 4,90 m puis une dernière fois à 4,95 m. La Britannique Holly Bradshaw efface elle aussi 4,85 m mais est départagée au nombre d'essais avec la Russe et doit donc se contenter du bronze.
Elle remporte trois meetings de la Ligue de diamant 2021, à Doha (4,84 m), Monaco (4,90 m) et Eugene (4,82 m) mais ne franchit aucune barre lors de la finale à Zurich.

### Championne du monde (2022)

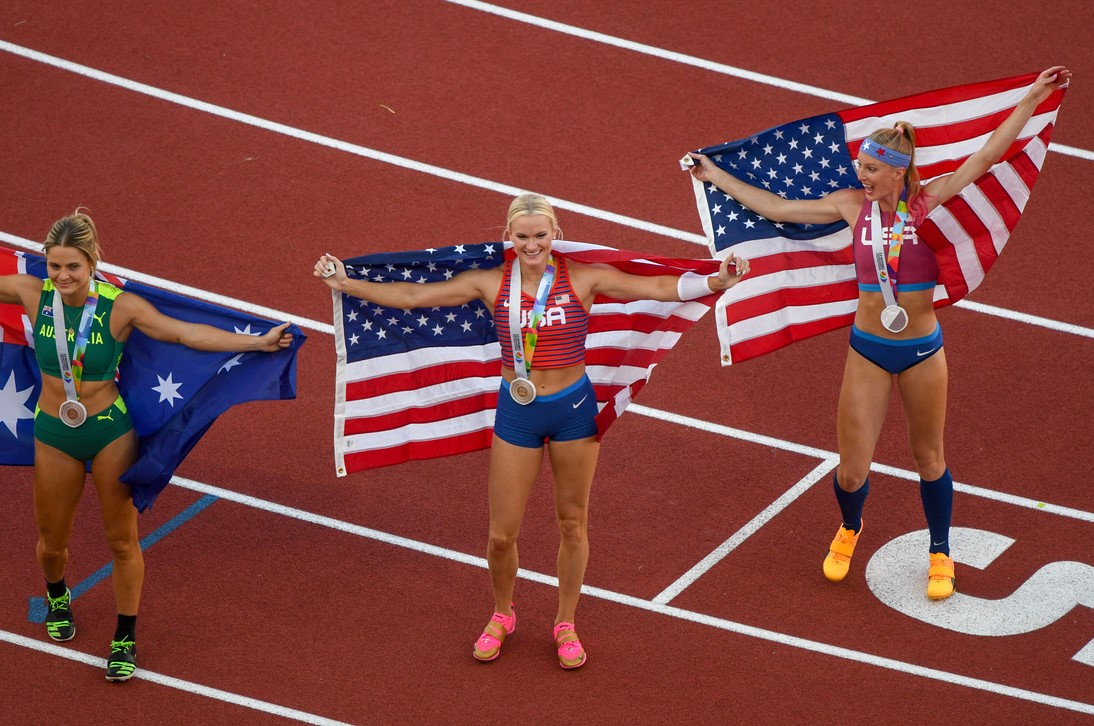
Médaillées des championnats du monde 2022 (Katie Nageotte au centre).

Lors du saut à la perche féminin aux championnats du monde d'athlétisme en salle 2022, à Belgrade, Katie Nageotte termine deuxième du concours avec une barre à 4,75 m, devançant au nombre d'essais la Slovène Tina Šutej. C'est Sandi Morris qui remporte le titre avec 4,80 m.
Elle se classe troisième des Championnats des États-Unis d'athlétisme 2022, derrière Sandi Morris et Alina McDonald, avec un saut à 4,65 m.
Le 18 juillet 2022, lors des championnats du monde 2022 à Eugene, l'Américaine décroche son premier titre mondial en franchissant 4,85 m, à son premier essai, contrairement à Sandi Morris qui s'y prend à deux fois.
Fin 2022, Katie Nageotte épouse Hugo Moon.

### Deuxième titre mondial (2023)
Le 23 août 2023 à Budapest, l'Américaine est sacrée pour la deuxième fois de sa carrière championne du monde, mais cette fois ex aequo avec l'Australienne Nina Kennedy. Les deux femmes ont en effet effectué le même nombre d'essais durant le concours, franchissant toutes les deux 4,90 m à leur troisième tentative. Elles décident d'un commun accord de se partager la médaille d'or, ce qui est une première au saut à la perche dans l'histoire des Mondiaux, hommes et femmes confondus.

### JO de Paris 2024
Le 7 août 2024, l'Américaine décroche une médaille d'argent lors des Jeux Olympiques de Paris 2024 derrière l'Australienne Nina Kennedy. 

### Palmarès
| Date | Compétition                        | Lieu                               | Résultat | Marque  |
| ---- | ---------------------------------- | ---------------------------------- | -------- | ------- |
| 2015 | Championnats NACAC                 | San José                           | 3e       | 4,30 m  |
| 2017 | Ligue de diamant                   | Ligue de diamant                   | 4e       | 4,65 m  |
| 2018 | Championnats du monde en salle     | Birmingham                         | 5e       | 4,70 m  |
| 2018 | Coupe du monde                     | Londres                            | 2e       | 4,68 m  |
| 2018 | Championnats NACAC                 | Toronto                            | 1re      | 4,75 m  |
| 2018 | Ligue de diamant                   | Ligue de diamant                   | 4e       | 4,57 m  |
| 2019 | Circuit mondial en salle de l'IAAF | Circuit mondial en salle de l'IAAF | 3e       | détails |
| 2019 | Jeux panaméricains                 | Lima                               | 2e       | 4,70 m  |
| 2019 | Ligue de diamant                   | Ligue de diamant                   | 4e       | 4,70 m  |
| 2019 | Championnats du monde              | Doha                               | 7e       | 4,70 m  |
| 2021 | Jeux olympiques                    | Tokyo                              | 1re      | 4,90 m  |
| 2022 | Championnats du monde en salle     | Belgrade                           | 2e       | 4,75 m  |
| 2022 | Championnats du monde              | Eugene                             | 1re      | 4,85 m  |
| 2023 | Circuit mondial en salle de l'IAAF | Circuit mondial en salle de l'IAAF | 2e       | détails |
| 2023 | Championnats du monde              | Budapest                           | 1re      | 4,90 m  |
| 2023 | Ligue de diamant                   | Ligue de diamant                   | 1re      | 4,86 m  |
| 2024 | Championnats du monde en salle     | Glasgow                            | 3e       | 4,75 m  |
| 2024 | Jeux olympiques                    | Paris                              | 2e       | 4,85 m  |

### National
- Championnats des États-Unis d'athlétisme :
  - Plein air : vainqueur en 2021 et 2023

## Records
| Épreuve          | Épreuve   | Marque | Lieu     | Date         |
| ---------------- | --------- | ------ | -------- | ------------ |
| Saut à la perche | Plein air | 4,95 m | Eugene   | 26 juin 2021 |
| Saut à la perche | En salle  | 4,94 m | Marietta | 11 juin 2021 |